# Зелена водна жаба
Зелената водна жаба (Pelophylax esculentus) е естествен хибрид (клептон) на голямата водна жаба и жабата на Лесона, като в миналото е смятана за самостоятелен вид. Среща се в голяма част от Европа, включително и в България.
Зелената водна жаба се използва за храна, най-вече във Франция, където жабешките бутчета са считани за деликатес. Женските са дълги 5 до 9 cm, а мъжките – 6 до 11 cm. Мъжките имат бели или бяло-розови резонаторни мехури.

## Разпространение и биотоп
Зелената водна жаба е разпространена в Западна, Централна и Източна Европа от Пиренеите до Урал. Изкуствено е пренесена в Англия.
В България се среща само на разстояние до 4 – 5 km от река Дунав, като е регистрирана за пръв път през 1966. В езерото Сребърна е сравнително многобройна, като почти достига числеността на голямата водна жаба.
Зелената водна жаба обитава главно затревени локви в близост до по-големи водоеми.

## Начин на живот и хранене
Зелената водна жаба може да бъде активна както през деня, така и през нощта, в зависимост от температурата и влажността на въздуха. В дъждовни нощи може да се отдалечи на стотици метри от обитавания водоем. Зимата прекарва на сушата в дупки, изкопани от нея или от гризачи.
Зелената водна жаба се храни с членестоноги, мекотели, червеи. Храната си улавя най-често на сушата.
Тя има ципа между пръстите за да плува по-лесно,има лепкави пръсти за да залепва на недостъпни места които ѝ помагат когато хищниците си търсят храна. Кожата и е слузеста и хлъзгава и това и помага да се изхлузи от зъбите на някои хищници.

## Произход и размножаване
Макар и хибридна форма на жабата на Лесона и голямата водна жаба, зелената водна жаба е способна да се размножава самостоятелно. По време на ледниковия период популацията на общия прародител на тези два вида е разделена на две части. Те се развиват в самостоятелни видове, но остават достатъчно близки генетично, за да създават фертилни хибриди.
Въпреки това потомството на двойка зелени водни жаби често е изродено, така че чиста популация от този вид не би могла да оцелее. В природата женските зелени водни жаби обикновено се чифтосват с мъжки от един от двата родителски вида, а мъжките остават без потомство.
Зелената водна жаба снася между средата на април и средата на май в застояли водоеми по няколко хиляди яйца, събрани на няколко купчини, които няколко дни по-късно изплуват на повърхността. Метаморфозата започва 70 – 100 дни след снасянето на яйцата.

## Допълнителни сведения
Зелената водна жаба е защитена от Приложение III на Бернската конвенция и от Приложение IV на Закона за биологичното разнообразие